# Cultura mayo-chinchipe-marañón
Mayo-Chinchipe-Marañón es una cultura arqueológica que existió entre los 5500 y el 1700 años antes del presente en las cuencas de los ríos Chinchipe, Valladolid (en el parque nacional Podocarpus ) y Marañón (en el área de Bagua), en el sureste de Ecuador y el norte de Perú, recibe su nombre en los tres ríos.

## Historia
Uno de los sitios de la cultura Mayo-Chinchipe-Marañon es Santa Ana-La Florida (Ecuador) y Montegrande (Perú), donde se encontró centros ceremoniales. En Palanda, en Ecuador, se halló la tumba con artefactos de piedra y cerámica, así como cacao y Spondylus. En San Isidro, en Perú, se halló cerámica con iconografía Chavín que respaldaría la teoría de Julio C. Tello sobre el origen de las civilizaciones andinas.

Se caracteriza por la ‘arquitectura en espiral’ en los templos y la construcción de montículos para edificaciones. También destaca el cultivo de una amplia variedad de alimentos como maíz, yuca, camote, frijol, ají y cacao. Asimismo se evidencian prácticas ancestrales como la masticación de la coca y el chamanismo. Tenía un sistema social con formas de "jefaturas". Los hallazgos de conchas marinas de las especies "strombus" y "espondilus" evidencia que mantenía conexiones de intercambio con los Andes y la costa del Pacífico.Se cree que la cultura intercambió plantas con culturas costeras como Valdivia.

Excavaciones y hallazgos arqueológicos
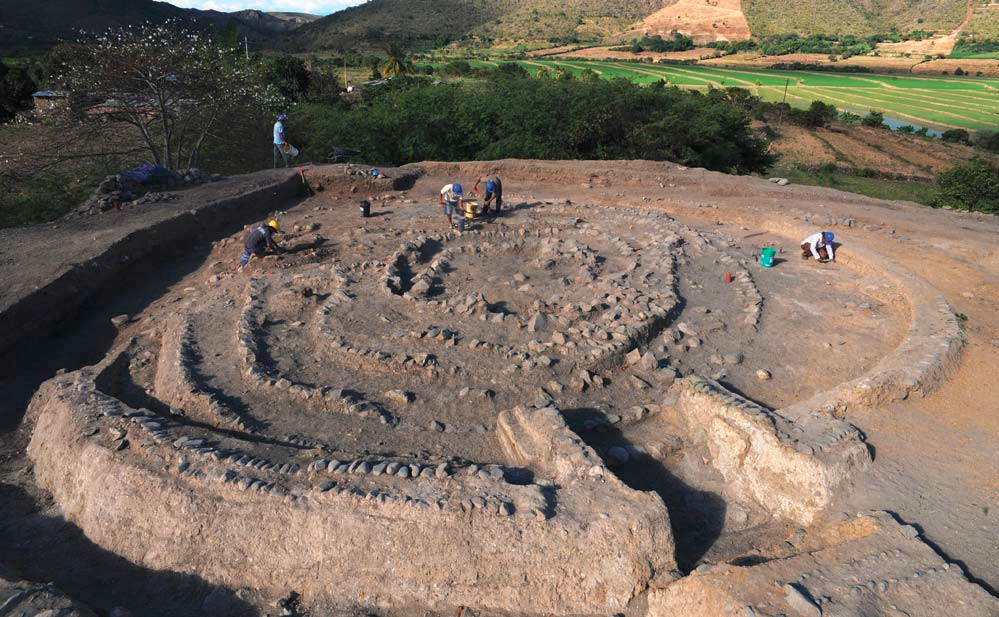
Montegrande en el distrito de Jaén, provincia homónima, departamento de Cajamarca, al norte del Perú.
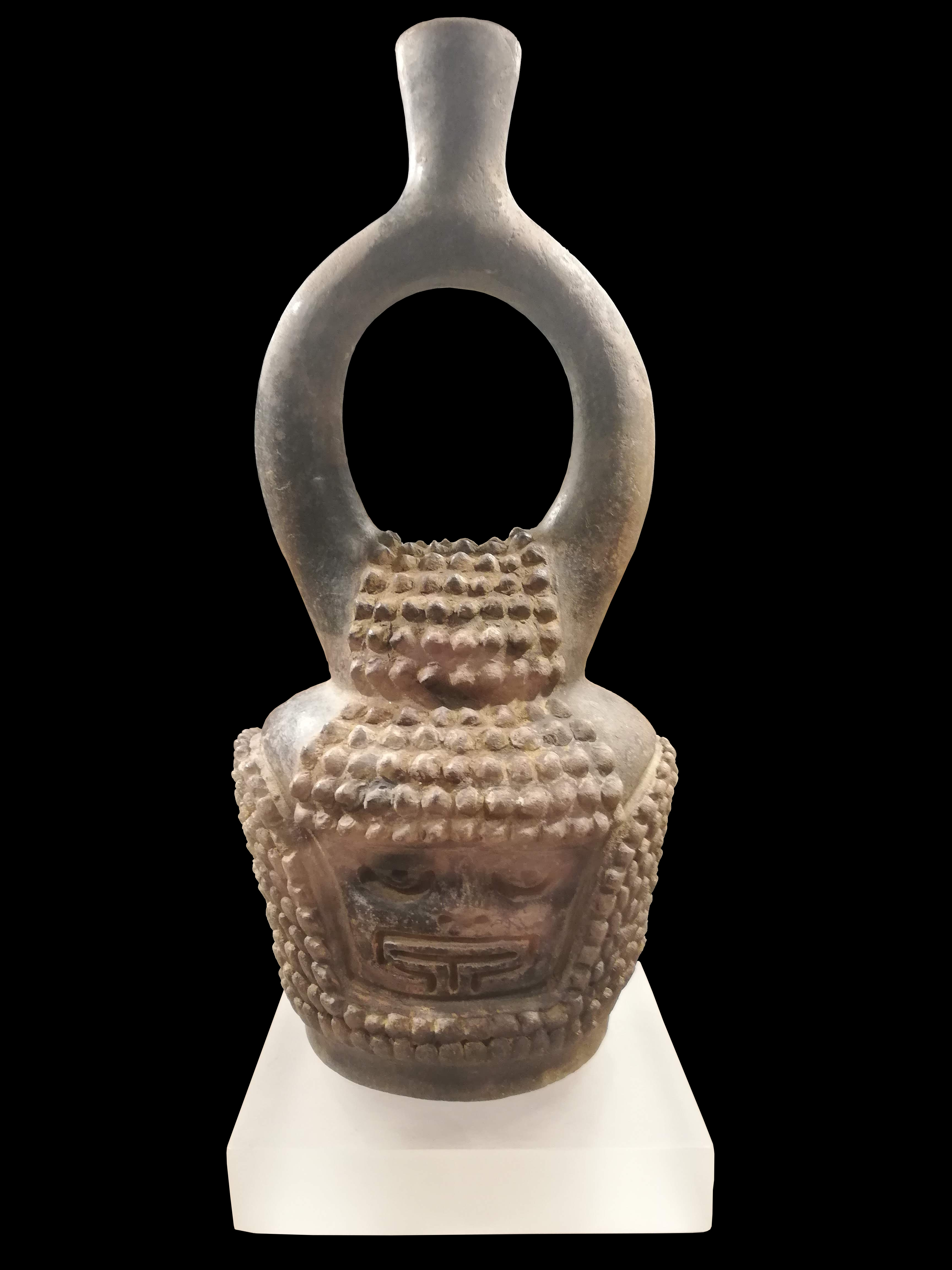
Botella de la cultura Mayo-Chinchipe-Marañón que se encuentra en el Museo Nacional del Ecuador en Quito.
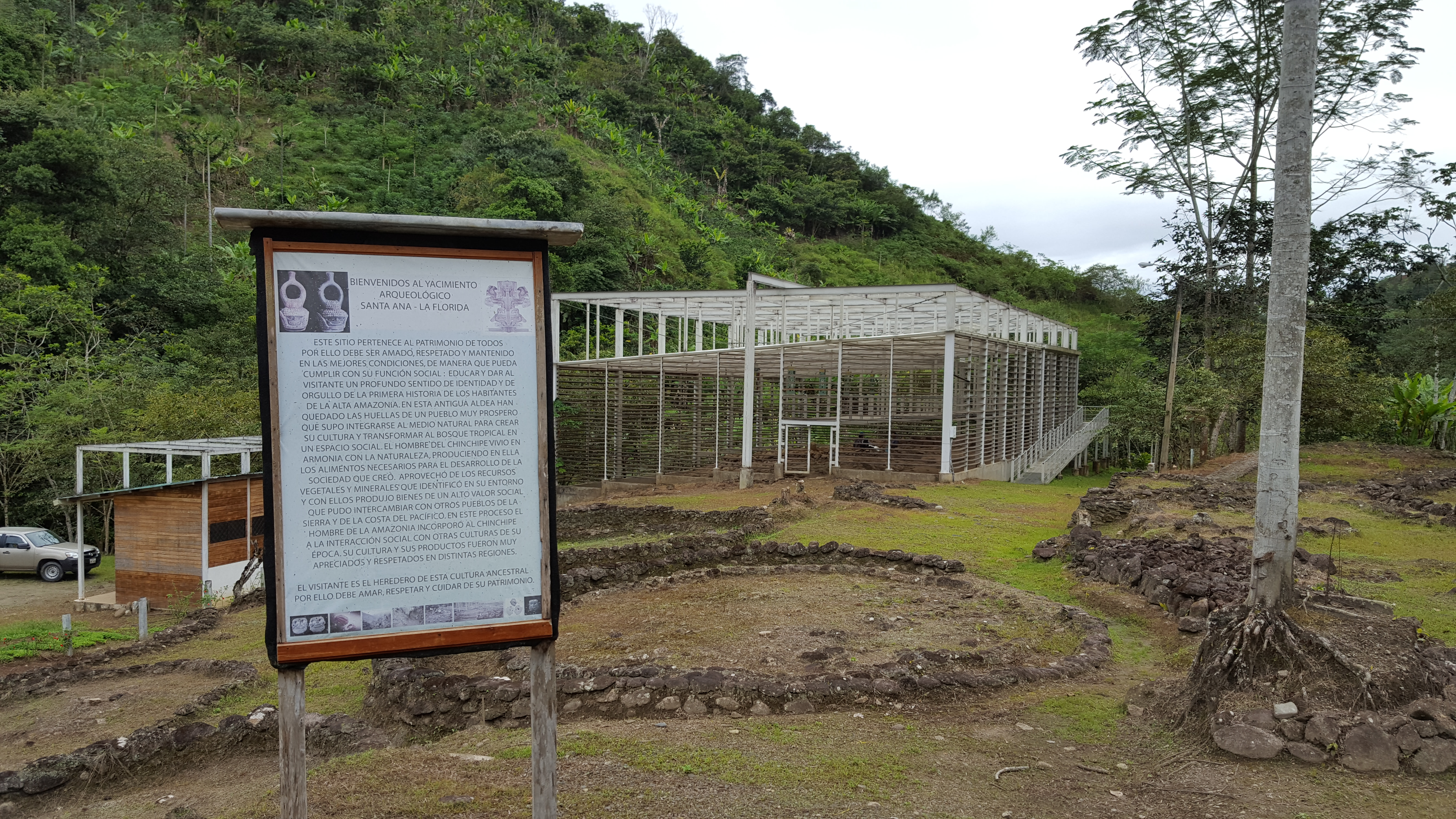
Sitio arqueológico Santa Ana - La Florida, en el cantón Palanda, provincia de Zamora Chinchipe al suroriente de Ecuador.